# Kond-Koïkin
Kond-Koïkin est une commune rurale située dans le département de Kombissiri de la province du Bazèga dans la région Centre-Sud au Burkina Faso.

## Santé et éducation
Les centres de soins les plus proches de Kond-Koïkin sont le centre médical et le centre de santé et de promotion sociale (CSPS) de Kombissiri.